# Denis Zachaire
Denis Zachaire auch Denys Zacaire und Denys Zecaire (* 1510 im Herzogtum Guienne, heute Aquitanien; † 1556) war ein französischer Alchemist. Zachaire war sein Leben lang auf der Suche nach dem Stein der Weisen und dem Wasser des Lebens.

## Leben
Zachaire wurde 1510 in eine altadelige Familie des Herzogtums Guienne im heutigen Aquitanien geboren. Er nannte sich selbst maître D. Zachaire, gentilhomme et philosophe guiennois
Um 1545 wurde er von Heinrich II. von Navarra an den französischen Hof gerufen, um dort gegen ein Honorar von 4000 Écus Zinnober in Silber zu verwandeln.
Sein Opus magnum Opuscule très excellent de la vraye philosophie naturelle des métaux (1567) erzählt in romanhafter Weise vom Leben und der Tätigkeit eines Alchemisten. Er behauptet darin, an Ostern 1550 sei ihm die Transmutation, die Verwandlung von Silber in Gold, gelungen: …ich sah […] das wahre und vollkommene Experiment von stark in einem Schmelztiegel erhitztem Silber, das sich schließlich in weniger als einer Stunde vor meinen Augen in Gold verwandelte.

## Schriften
- Opuscule très excellent de la vraye philosophie naturelle des métaux (1567, 1ère éd. 1583) online bei books.google.fr

Der Text wurde 1583 von Gerhard Dorn ins Lateinische übersetzt und in den ersten Band von Lazarus Zetzners Kompendium Theatrum Chemicum (1602–1661) aufgenommen.
- Denis Zecaire: Opuscule tres-eccelent de la vraye philosophie naturelle des metaulx, Édition critique, introduction et notes par Renan Crouvizier, Chrysopoeia, Collège de France, 1999, in-8° de 208 p.
- Vie de Denys Zecaire, alchimiste, ecrite par lui-même, Ed. Albert-Marie Schmidt. In: Mesures, Nr. 4, 15. Okt. 1936, S. 151 ff.